# ソステネス (マケドニア王)
ソステネス（ギリシア語: Σωσθένης, ラテン文字転記：Sosthenes, ? - 紀元前277年、在位：紀元前279年 - 紀元前277年）は、アンティパトロス朝最後のマケドニア王である。
ソステネスはトラキア王リュシマコスに仕えた将軍であったが、マケドニアに侵入してプトレマイオス・ケラウノスを戦死させたガリア人を破ってマケドニアを彼らの略奪から守ったことによってマケドニア人の人気を博した。ソステネスは紀元前279年に従兄弟のアンティパトロス・エテシアスを追い出し王位についた。しかし、再び侵入してきたブレンヌス率いるガリア人との戦いで敗れた。それからしばらくしてソステネスは殺され、アンティパトロス朝は完全に断絶し、アンティゴノス朝のアンティゴノス2世が王位についた。

## 註
1. ↑  ユスティヌス, XXIV. 5
2. ↑  ibid, XXIV. 6